# Тайсоу, Альфред
Альфред Эдвард Тайсоу (англ. Alfred Edward Tysoe; 21 марта 1874, Бернли, Северо-Западная Англия — 26 октября 1901, Блэкпул, Ланкашир) — британский легкоатлет, двукратный чемпион летних Олимпийских игр 1900.
До Олимпийских игр Тайсоу выигрывал несколько местных соревнования на средние беговые дистанции. Он даже установил мировой рекорд в беге на 800 ярдов с результатом 1:57,8.
На Играх он сначала участвовал в соревновании по бегу на 800 м. Он занял второе место в полуфинале, но смог стать первым в заключительной гонке, и выиграть золотую медаль.
Позже, 22 июля, он участвовал в командной гонке на 5000 м в составе Смешанной команды (вместе с британцами также бежал австралиец Стэнли Роули). Тайсоу занял седьмое место, но в итоге его команда обошла французскую на три очка, и он стал двукратным олимпийским чемпионом.
Вскоре после Игр, Тайсоу заболел плевритом, и умер уже через год после соревнований.